# Конрад I (Ритберг)
Конрад I фон Ритберг (на немски: Konrad I von Rietberg; * сл. 1203; † 1284/1294) е основател на Графство Ритберг и граф от 1237 до 1264 г.

## Биография
Той е син на граф Хайнрих II фон Арнсберг († сл. 1207) и съпругата му Ерменгарда.
През 1237 г. Конрад се жени за Ода фон Липе (1210 – 17 септември 1262), дъщеря на Херман II фон Липе и графиня Ода фон Текленбург.
През 1237 г. Конрад I получава северната част от графството Арнсберг, управлява от 1237 до 1264 г. и се нарича на резиденцията си замък Ритберг.
По-късно Конрад I влиза в Тевтонския орден. След смъртта на съпругата му на 17 септември 1262 г. той дава графството през 1264 г. на син си Фридрих.

## Деца
Конрад I фон Ритберг и Ода фон Липе имат десет деца:
- Фридрих († 5 юли 1282), управляващ граф на Ритберг (1264 – 1282), господар на Хорстмар, женен ок. 1250 г. за Беатрикс фон Хорстмар († 24 септември 1277)
- Конрад († 16 април 1297), епископ на Оснабрюк (1270 – 1297)
- Ото († 23 октомври 1307), епископ на Падерборн (1277 – 1307)
- Симон († 19 февруари 1294), рицар на Тевтонския орден
- Херман († ок. 1283), домхер в Падерборн (1273), катедрален кантор в Оснабрюк (1276), и Тонгерен, архдякон в Берсенбрюк (1277)
- Ода († 21 октомври 1314), абатиса на манастир Св. Егидии в Мюнстер (1275 – 1298)
- Гизела († 1 ноември 1290), омъжена за Йохан фон Хомбург († 1296), син на Хайнрих фон Хомбург (1228 – 1290) и Мехтилд фон Дасел († 1258)
- Ерменгард († сл. 1303), омъжена за граф Лудолф V фон Дасел-Нинофер († 1299/1300), син на Лудолф IV фон Дасел-Нинофер († 1233/1241) и Клеменция фон Евершайн († сл. 1257)
- Хедвиг († сл. 1348), омъжена за Конрад I фон Дипхолц († сл. 1302), син на Йохан I фон Дипхолц († сл. 1265) и графиня Хедвиг фон Роден († сл. 1246)
- дъщеря, омъжена за Хайнрих фон Шалксберг? († сл. 1284), син на Ведекинд фон Шалксбург († сл. 1268) и Рихца фон Хоя († сл. 1268)